# گمینا ویلوویش
گمینا ویلوویش (به لهستانی:  Gmina Wielowieś) یک گمینا در لهستان است که در شهرستان گلیویتسه واقع شده‌است. گمینا ویلوویش ۱۱۶٫۵۹ کیلومتر مربع مساحت و ۵٬۹۷۱ نفر جمعیت دارد.